# Tanytarsus nearcticus
Tanytarsus nearcticus är en tvåvingeart som beskrevs av Butler 2000. Tanytarsus nearcticus ingår i släktet Tanytarsus och familjen fjädermyggor. Inga underarter finns listade i Catalogue of Life.